# ミャンマーの仏教

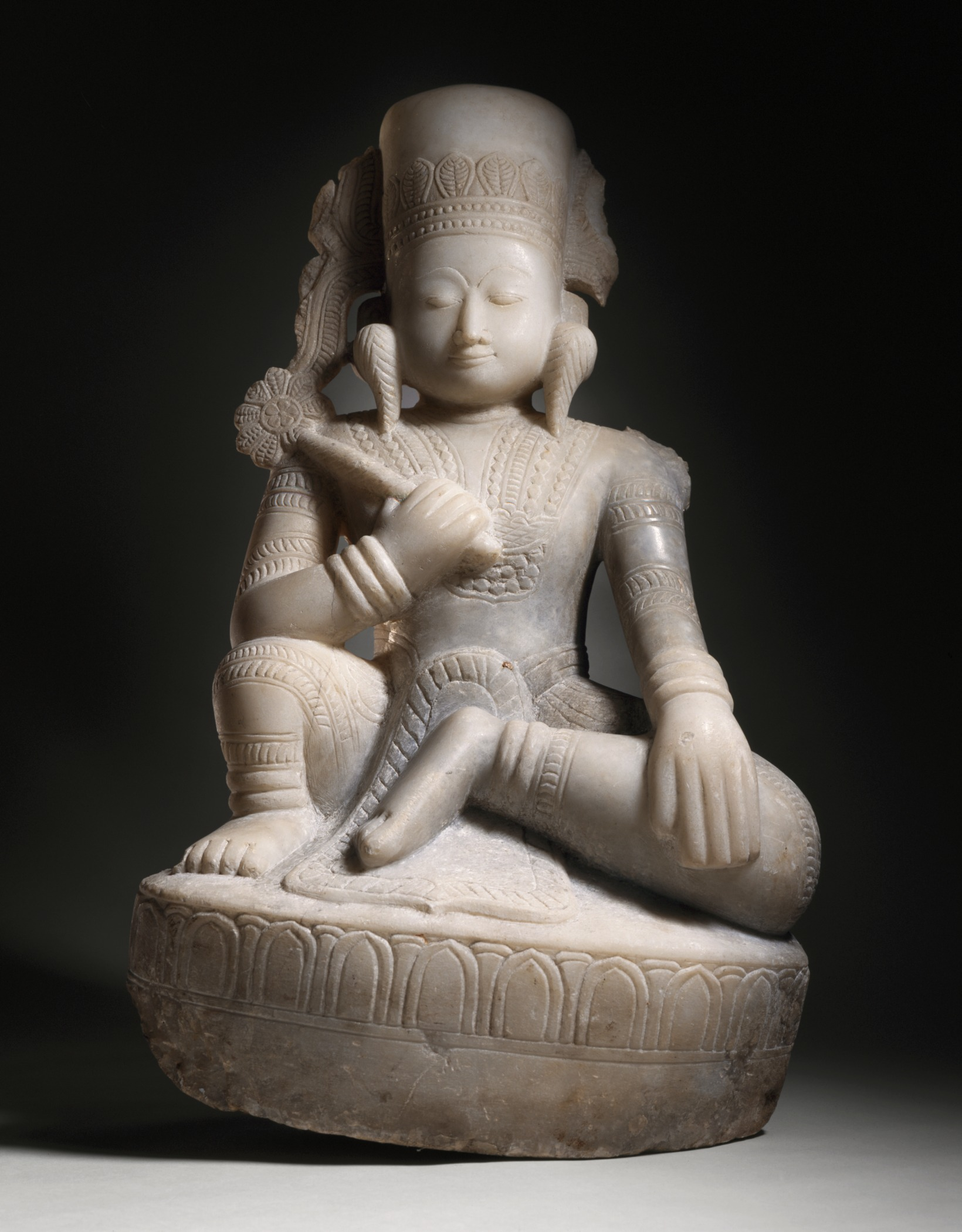
聖観音（18世紀）

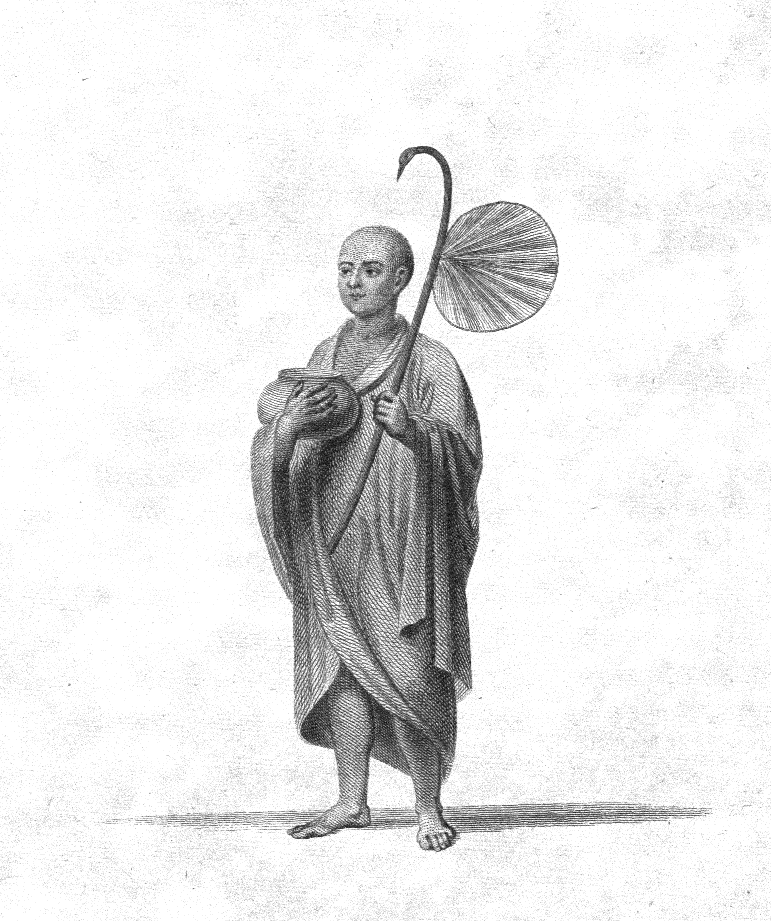
僧侶（1795年）

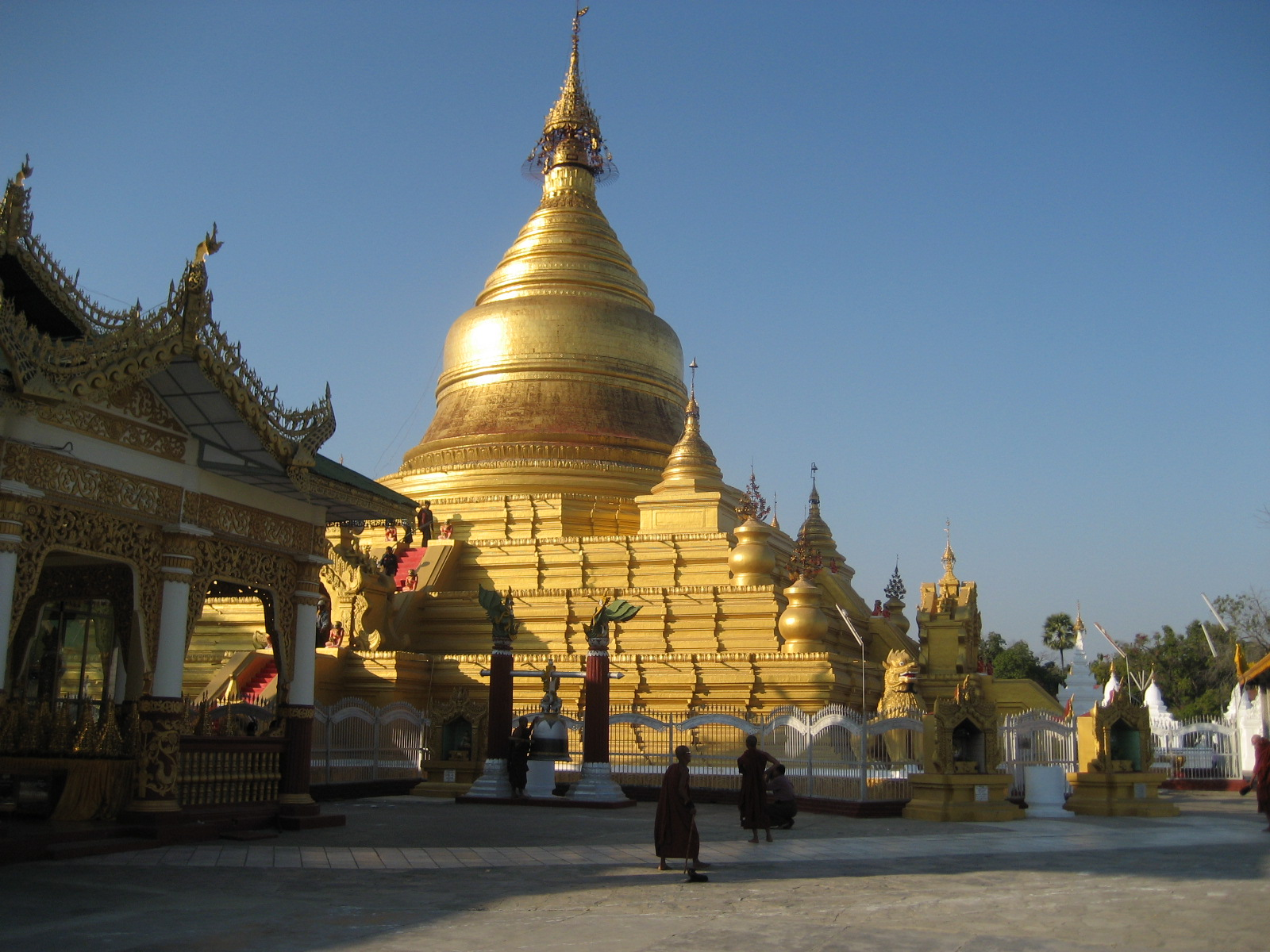
パゴダ（マンダレー）

ミャンマーの仏教では、ミャンマー（ビルマ）の仏教について記述する。

## 歴史
パガン王朝期の12世紀に、スリランカから上座部仏教が伝来した。彼らは東方へと教線を広げ、東南アジア・インドシナ半島における上座部仏教確立の基礎を築いた。他方で大乗仏教、密教、ヒンドゥー教なども広く受容された。
18世紀に成立したコンバウン王朝では、6代目ボードーパヤー王の治世である1800年頃に、当時の首都アマラプラにてスリランカからの一行を迎え、国王臨席の下、受具式が行われたことで、スリランカ仏教のアマラプラ派が成立した。
1871年、ミンドン王の治世時に、新首都マンダレーにて、第5結集が行われた。若き日のレディ・サヤドーが研究・教育を行っていたのも、ちょうどこの時期である。
1886年、ビルマが英国（英国領インド）に併合されたのを契機に、レディ・サヤドーはモンユワ北部のレディにて「レディ僧院」を設立、指導・教育、更には著述を行っていくようになり、その評判の広がりによって、1911年にはインド総督府から称号を与えられたり、1913年からはパーリ聖典協会と往復書簡を交わすなど、ビルマ仏教・上座部仏教の広宣に貢献した。
若き日のマハーシ・サヤドーが研究・研鑽を積んだのも、こうした英国統治下だった。
1941年、日本軍のビルマ侵攻を受けて、マハーシ・サヤドーはミャンマー北部・シュワボーの西にある故郷セイックン村のマハーシ僧院で瞑想指導を行っていくようになる。
1954年、仏暦2500年を記念し、ヤンゴン（ラングーン）にて第6結集が行われ、マハーシ・サヤドーが質問者と最終編集者を務めた。若き日のパオ・セヤドーが学究生活を送っていたのもこの時期である。
2012年頃から、ミャンマー国内の多数派を占める仏教徒と、少数派のイスラム教徒との軋轢・衝突が顕在化し、世界的に報道されている。

## 特徴
ミャンマーの仏教は、
- 第5・6結集の開催
- ヴィパッサナー瞑想を通じた上座部仏教の世界的普及

等によって、近代における上座部仏教の改革・普及を主導する中心的役割を果たしてきた。